# Flaga Walii
Flaga Walii (wal. Baner Cymru lub Y Ddraig Goch – „Czerwony smok”) – flaga Walii przyjęta w 1959. Flaga podzielona jest w poprzek na dwa pasy: zielony (na dole) i biały (u góry). Na tym tle znajduje się Czerwony Smok.

## Historia flagi
Symbol czerwonego smoka pochodzi z legend arturiańskich, w których był symbolem celtyckiego plemienia Brytów.
Barwy biało-zielone zostały wprowadzone w Walii za rządów dynastii Tudorów.
W 1953 ustanowiona została oficjalnie flaga krajowa Walii podobna do obecnej (biało-zielona), lecz smok był na niej znacznie mniejszy i umieszczony na tarczy pod koroną. Obecna wersja flagi została ustanowiona w 1959 przez Elżbietę II.

## Inne flagi w Walii

Krzyż Św. Dawida

Flaga Kościoła Walii

- nieoficjalna flaga Walii tzw. krzyż Świętego Dawida (Dewisant, St. David Cross) – czarna z żółtym krzyżem (jak krzyż Św. Jerzego). Flaga ta powstała po II wojnie światowej, na wzór flagi Anglii i flagi Szkocji. Nie ma oficjalnego statusu, ale jest dość popularna, zwłaszcza wśród Walijczyków anglojęzycznych.
- flaga Kościoła Walii (Church in Wales) – biała z błękitnym krzyżem równoramiennym oraz żółtym krzyżem celtyckim pośrodku.
- różne flagi używane przez walijskich separatystów i nacjonalistów dążących do oderwania Walii od Wielkiej Brytanii.